# Flight Risk
Flight Risk is een Amerikaanse actiefilm uit 2025, geregisseerd door Mel Gibson met in de hoofdrollen Mark Wahlberg, Michelle Dockery en Topher Grace.

## Verhaal
Een U.S. Marshal moet een maffia-informant door de wildernis van Alaska vliegen, wanneer het duidelijk wordt dat de piloot een huurmoordenaar is.

## Rolverdeling
| Acteur           | Personage      |
| ---------------- | -------------- |
| Michelle Dockery | Madolyn Harris |
| Mark Wahlberg    | Daryl Booth    |
| Topher Grace     | Winston        |

## Release en ontvangst
Flight Risk ging op 24 januari 2025 in première in de Amerikaanse bioscopen. In Nederland werd de film uitgebracht door WW Entertainment.
De film kreeg overwegend negatieve kritieken van de filmcritici, met een score van 29% op Rotten Tomatoes, gebaseerd op 115 beoordelingen.